# タロス (ミサイル)
RIM-8 タロス
RIM-8G タロス
- 用途：艦隊防空
- 分類：艦対空ミサイル、核ミサイル
- 製造者：ベンディックス
- 運用者： アメリカ合衆国（アメリカ海軍）
- 生産数：2,500基[1]
- 運用開始：1958年[1]
- 退役：1979年[1]
- 運用状況：退役

RIM-8 タロス (Talos) はアメリカ海軍が運用していた長距離艦対空ミサイルである。
当時の主契約社はベンディックス。ビームライディング誘導方式を採用し、通常の固体燃料によるロケットと、ベンディックス製のラムジェットエンジンを使用している。
Talos（タロス）とは、ギリシア神話に登場する青銅の巨人の名である。

## 開発
アメリカ海軍の艦対空ミサイル開発計画であるバンブルビー計画により開発された。タロスはバンブルビー計画の最優先開発事項ではあったが、運用開始はテリアよりも後の1958年のことであった。当初の名称はSAM-N-6であったが、1968年にRIM-8に改称された。
タロスはミサイルが大型であるほか、Mk-12二連ランチャーや46発の弾倉など、大型のシステムであり、それを搭載できる艦船は限られることとなった。原子力ミサイル巡洋艦「ロングビーチ」やボルチモア級重巡洋艦の3隻に装備されたほか、クリーブランド級軽巡洋艦の3隻にも軽量化したものが装備された。

## 搭載艦
アメリカ海軍
- 原子力ミサイル巡洋艦「ロング・ビーチ」[注 1]
- オールバニ級ミサイル巡洋艦[注 2]
- ガルベストン級ミサイル巡洋艦[注 3]

## 仕様

### RIM-8G
出典：Designation-Systems.Net
- 全長： 9.75 m （32 ft）
  - 本体長： 6.40 m （21 ft）
  - ブースター長： 3.35 m （11 ft）
- 翼幅： 2.80 m （9 ft 2 in）
- 直径： 0.71 m （2 ft 4 in）
  - ブースター直径： 0.76 m （2 ft 6 in）
- 発射重量： 3,530 kg （7,800 lb）
  - 本体重量： 1,540 kg （3,400 lb）
  - ブースター重量： 1,990 kg （4,400 lb）
- 機関
  - 第1段（ブースター）： MK 11 固体燃料ロケット・モーター
  - 第2段（サステナー）： ベンディックス ラムジェット・サステナー
- 最大速度： M 2.5
- 到達高度： 24,400 m （80,000 ft）
- 射程： 185 km （100 nm）（RIM-8Aは92 km （50 nm））
- 弾頭
  - 連続ロッド式高性能炸薬弾頭 136 kg （300 lb）
  - W30核弾頭（核出力：2 - 5 kt）